# Vic Schoen
Victor „Vic“ Schoen (geb. 26. März 1916 in Brooklyn, New York; gest. 5. Januar 2000) war ein amerikanischer Bandleader, Arrangeur und Komponist, dessen Karriere von den 1930ern bis zu seinem Tod 2000 anhielt. Er schuf die Musik für Musiker wie Benny Goodman, Glenn Miller und Count Basie, aber auch für sein eigenes The Vic Schoen Orchestra.

## Leben

### Frühe Jahre – 1930er
Vic Schoen wurde in Brooklyn, New York, als Kind jüdischer Eltern geboren. Musikalisch war er Autodidakt. In seiner Jugend lernte er Trompete spielen. Nachdem er die Schule abgebrochen hatte, begann er in Nachtclubs in New York City zu spielen, unter anderem auch in den Bands von Leon Belasco, Gene Kardos und Billy Swanson. Er lernte durch „trial and error“ (Versuch und Irrtum), wie man Big-Band-Arrangements anfertigt. Um diese Zeit traf er George Gershwin bei einer Party in New York City. Schoen verfasste Mitte der 1930er zahlreiche Arrangements für Count Basie und war beeindruckt vom Sound der Basie Band.

### The Andrews Sisters

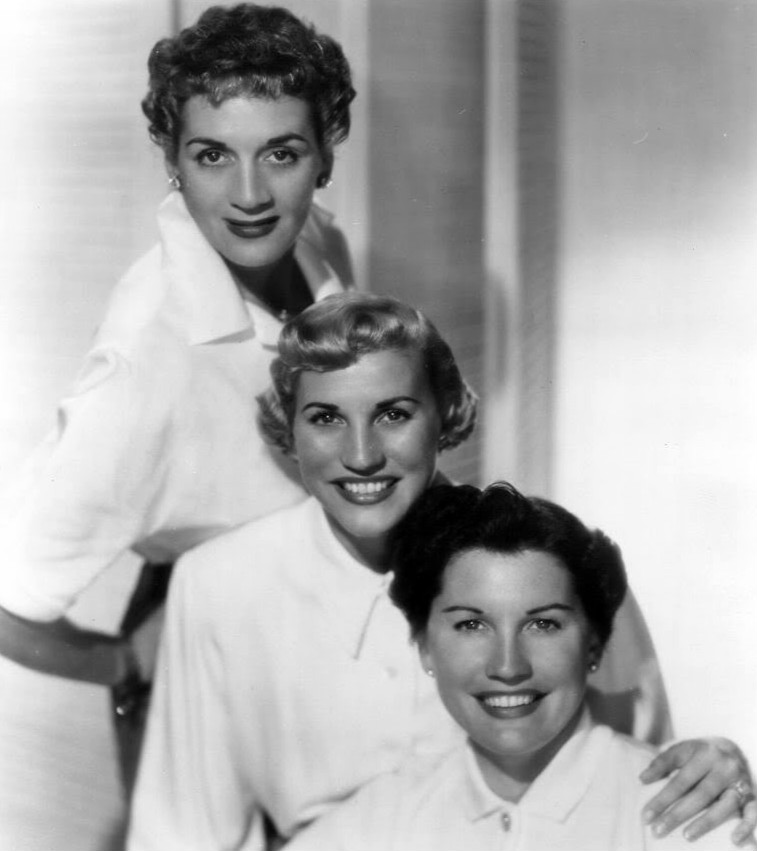
The Andrews Sisters

Schoen lernte die The Andrews Sisters 1936 beim Trompetespielen im Leon Belascos Society Orchestra kennen. Er lud sie ein, bei einer Radiosendung in New York City zu singen. Der Vizepräsident von Decca Records A&R, Dave Kapp, nahm sie unter Vertrag, und sie machten ihre erste Aufnahme für Decca im Oktober 1937 mit Schoen als ihrem Arrangeur.
Schoen arrangierte den Song Bei mir bistu shein mit einem englischen Text von Sammy Cahn für die Andrews Sisters. Es wurde bald ihr erster Nummer-eins-Hit und brachte ihnen eine Goldene Schallplatte, die erste, die jemals an eine weibliche Gesangsgruppe verliehen wurde.
Nach dem Erfolg der Andrews Sisters kamen zahlreiche Songwriter zu Schoen. Er arrangierte Beat Me Daddy, Eight To The Bar und Boogie Woogie Bugle Boy für Don Raye und Hughie Prince. Boogie Woogie Bugle Boy schrieb er so um, dass er selber das charakteristische Trompetensolo am Anfang spielen konnte. In der Folge legte er seinen Schwerpunkt auf Orchesterleitung und Dirigieren und trat seltener als Trompeter auf. Für die Begleitband der Andrews Sisters fand er den Schlagzeuger Buddy Rich, der allerdings ebenso wenig wie die meisten Bigband-Sänger Noten lesen konnte. Später ergänzte er gegen den Widerstand der Produzenten, die keine Veränderung wollten, eine Posaune und eine Harfe für die Band. Letztere kam bei Apple Blossom Time gleich zu Beginn mit einem Solo zum Einsatz.
1948 beteiligte sich Schoen an einem Animationsfilm für Walt Disney: Little Toot (1948), worin die Andrews Sisters als Sänger-Erzählerinnen der Geschichte fungierten.
Die Partnerschaft zwischen Schoen und den Andrews Sisters dauerte 20 Jahre an. Er schrieb und dirigierte die meisten ihrer Aufnahmen, so auch Rum and Coca Cola, I Can Dream Can’t I und I Wanna Be Loved. Er wurde auch als musikalischer Leiter in verschiedenen ihrer Filme (Buck Pirates) und in Fernsehspecials und Konzerten, inklusive eines Konzerts im London Palladium, engagiert. Schoen und die Andrews Sisters trafen die Königinmutter Elizabeth nach dem Konzert.
Bei einem Brand im Haus der Andrews Sisters in den 1960ern gingen sämtliche Arrangements verloren; es existieren nur noch Transkriptionen, die von Aufnahmen gemacht wurden.

### 1940er
Zwischen 1940 und 1957 lebte Schoen in Los Angeles. Während dieser Jahre war er Music Director in Residence für Decca Records, Kapp Records, RCA Records, Liberty Records und Mainstream Records. Außerdem war er drei Jahre lang Musical Director bei Universal Pictures, vier Jahre bei Paramount Pictures und elf Jahre bei ABC, NBC und CBS.
Schoen arrangierte Songs für zahlreiche Filme der Andrews Sisters und für Komödien der Reihe Abbott and Costello (Argentine Nights, 1940; Buck Privates, 1941; In the Navy, 1941; Hold That Ghost, 1941; What’s Cookin’?, 1942; Private Buckaroo, 1942; Give Out, Sisters, 1942; How’s About It, 1943; Always a Bridesmaid, 1943; Swingtime Johnny, 1943; Moonlight and Cactus, 1944; Follow the Boys, 1944; Hollywood Canteen, 1944; Her Lucky Night, 1945; Make Mine Music, 1946).
Weitere Arrangements verfasste er für Bob Hopes und Bing Crosbys TV-Specials und Filme (Road to Zanzibar, 1941; Road to Morocco, 1942 – darin: Moonlight Becomes You – und Road to Rio, 1947). Außerdem stellte er die musikalische Umrahmung für Donald O’Connor–Peggy Ryan Musicals.
Walter Schumann zog Schoen 1942 zur Mitwirkung an dem Film This Is the Army heran. Schoen arrangierte „This Is the Army Mr. Jones“. 1945 arrangierte er Ella Fitzgeralds Scat-Aufnahme „Flying Home“.
Außerdem verfasste Schoen zahlreiche Arrangements für Highschool-Bands, die von Edward B. Marks, Leeds Music Corp., Harms Music, Clarence Williams Music und American Academy of Music veröffentlicht wurden.

### 1950er
1951 arrangierte Schoen On Top of Old Smoky für The Weavers. Drei Jahre lang (1951–54) arrangierte und dirigierte er die Dinah Shore TV Series und die Aufnahmen und war auch Bandleader für die enorm erfolgreiche Colgate Comedy Hour  1954. Bei einer Liveübertragung der Dinah Shore TV Show kam er 20 Minuten zu spät. Zwei der Produzenten nahmen ihn Backstage in Empfang. Der erste Produzent grüßte ihn an der Tür, nickte und sagte „Mr. Schoen.“ Der zweite Produzent nickte ebenfalls und sagte „Mr. Schoen“. Nach einer kurzen Pause sagte der erste Produzent: „Das macht $22.000 von deinem Gehalt“ („That’s going to be $22,000 off of your salary“). Danach, kommentierte Schoen, war er niemals mehr irgendwo zu spät. Eine von Schoens Backgroundsängerinnen in der Dinah Shore Show war Virginia „Ginny“ O’Connor. Schoen erinnerte sich: „Ein junger Henry Mancini verfolgte sie zu der Zeit. Er war meistens Backstage, um auf sie zu warten“ („A young Henry Mancini was pursuing her at the time. He used to hang out backstage waiting for her“). Mancini und O’Connor heirateten. 1991 wurde Dinah Shore nach ihrer Zusammenarbeit mit Schoen in ihrer Fernsehshow gefragt. Sie antwortete: „Es war Glück für mich, dass ich ihn in diesen Jahren als Musical Director hatte. Er war einer der gefragtesten Arrangeure dieser Zeit“ („I was very lucky to have him as my musical director during those years. He was one of the most sought after arrangers of the time“).
Schoen arbeitete auch mit Irving Berlin an dem Film White Christmas (1954), wo er die Songs Count Your Blessings und White Christmas arrangierte. Der Film war mit weitem Abstand der Film mit dem größten Einspielergebnis 1954. Schoen schrieb auch für Maurice Chevaliers erste Amerika-Tour 1955 und arrangierte für Chevaliers Fernsehspecials. Schoen komponierte und arrangierte für Danny Kayes Film The Court Jester („Der Hofnarr“, 1956) – eine sehr erfolgreiche Musical-Komödie. Der Filmkomponist Elmer Bernstein wurde als Assistant Musical Director für Schoen für den Film angestellt. The Court Jester war eine enorme Herausforderung für Schoen zu der Zeit, weil es sein erster Film dieser Art war und er keine Erfahrung damit hatte, wie die Musik zum Film synchronisiert wurde. Die meisten der früheren Filme, an denen er arbeitete, benötigten nur Arrangements für einzelne Songs (im Unterschied zur Filmmusik). Die Lieder wurden vor dem eigentlichen Filmdreh aufgenommen. Schoen lernte nun im Verfahren, wie man 100 Minuten Hintergrundmusik und Vocal Arrangements synchronisierte. Sammy Cahn und Sylvia Fine, Danny Kayes Frau, wurden gebeten, sieben Songs für den Dreh zu liefern. In den späten 1950ern arrangierte und dirigierte Schoen Musik für Danny Kaye im Palace Theatre am Broadway in New York, unter anderem „I’ve Got a Lovely Bunch of Coconuts“, „Anatole of Paris“, „The Peony Bush“, „Madam, I Love Your Crepe Suzette“, „I Belong To Glasgow“, „Good Old 149“ und „Tschaikowsky“.
Schon bei The Court Jester orchestrierte er alles selbst, was sehr ungewöhnlich zu der Zeit war. Die meisten Filmkomponisten stellten zusätzlich einen Orchestrator an, um den Prozess, im Angesicht des enormen Zeitdrucks und der große Masse an Musik, die zu schreiben war, zu beschleunigen. In den 1950ern arrangierte Schoen Musik für ein Album von Decca mit dem Titel „Music for a Rainy Night“. Johnny Green war so sauer über Schoens Arrangement seines Songs „I Cover the Waterfront“ von 1933 in dem Album, dass er nie wieder mit ihm sprach. Green hielt das Arrangement für eine Schande für seinen Song.
1956 wurde Schoen musikalischer Leiter für Patti Page und produzierte Hits wie „Mama from the Train“, „Allegheny Moon“, „Old Cape Cod“, „Belonging To Someone“ und „Left Right Out of Your Heart“. Page und Schoens herausforderndstes Projekt war eine Neuaufnahme von Gordon Jenkins’ Orchestersuite „Manhattan Tower“ (September 1956). Das Album war ein riesiger Erfolg, sowohl künstlerisch als auch kommerziell. Es erreichte Platz No. 18 in den Billboard LP Charts und erreichte damit den höchsten Platz von allen Alben, die Page und Schoen veröffentlichten. Schoens Arrangements waren viel lebendiger und jazziger als die Original-Arrangements von Jenkins. 1957 zog er nach New York City, um musikalischer Leiter von „The Big Record“ zu werden (1957–58), einer Varieté-Serie bei CBS, die Patti Page moderierte. Nach Schoens Erinnerung traten „praktisch alle bekannten Sänger und Bigbands der damaligen Zeit in dieser Show auf.“ Zeitgleich komponierte und arrangierte Schoen Musik für zahlreiche Las-Vegas-Produktionen im Desert Inn, dem Stardust, The Lido in Las Vegas und auch im The Lido in Paris (inklusive drei Welttourneen).

### 1960er
Im Juni 1960 zog Schoen zurück nach Los Angeles, nachdem er die Arbeit an The Big Record mit Patti Page und an der The Dave King–Show beendet hatte. 1961 orchestrierte Schoen beim Film All Hands on Deck und war Musical Director für Shirley Temple’s Storybook, das bei NBC von 1958 bis 1961 ausgestrahlt wurde. 1962 war Schoen Music Director für die TV-Shows von Andy Williams TV Show und Pat Boone. 1966 komponierte er für The Lone Ranger.
In den 1960er Jahren arbeitete Schoen bei einer Show in Las Vegas mit Shirley Temple. Zu der Zeit wurde er bei einem Autounfall verletzt. Als Danny Kaye davon hörte, flog er mit seinem eigenen Flugzeug sofort los und holte ihn am McCarran Airport ab, um ihn zurück nach Los Angeles zu bringen, um die beste medizinische Versorgung zu gewährleisten. Kapp Records trat an Schoen wegen eines neuen Albums, The Sound of Top Brass: The Peter London Orchestra, heran. Michael Kapp hatte das Gefühl, dass Schoens Name in der Öffentlichkeit so allgegenwärtig war, dass er in den 1960er Jahren entschieden hatte, das Pseudonym „Peter London“ für Schoen einzuführen. Auch wenn seine Arbeit in den 1960ern langsamer wurde, war er doch ständig am Komponieren und Arrangieren. Schoen arrangierte zwei „space age-lounge“-Alben für Bobby Shads Mainstream label, „Corcovado Trumpets“ und „Girls with Brass“. Diese waren jedoch kommerziell nicht so erfolgreich wie seine Arbeiten aus den 1950er Jahren.
Schoen entschied in den späten 1960ern (nachdem sich der Musikgeschmack verändert hatte), dass er gerne an der University of Southern California (USC) in Los Angeles unterrichten wollte. Die Universität ließ ihn jedoch nicht Musik unterrichten, solange er nicht wenigstens einen Bachelor vorweisen konnte. Er begann daraufhin ein Studium an einem Junior College, gab den Versuch jedoch bald wieder auf. Von 1965 bis 1978, als er in Laguna Beach lebte, war Schoen auch der Musical Director für Laguna Beachs Pageant of the Masters, eine jährliche Show, in der berühmte Kunstwerke in Natur nachgestellt werden. Eine Show basierte auf Werken von Norman Rockwell. Schoen kommentierte, dass es ihm viel Spaß gemacht habe, Musik zu den lebendigen Kunstwerken zu komponieren.

### 1970er und spätere Jahre
Schoen kämpfte mit Alkoholismus und anderen Dämonen und fand es zunehmend schwierig, Jobs in der Studiowelt zu finden (er verkaufte sogar einige seiner Urheberrechte um zu überleben). Mitte der 1970er Jahre gab er das Trinken auf und schloss sich den Alcoholics Anonymous an. Regelmäßig besuchte er bis in die späten 1980er Jahre die Treffen und unterstützte viele Alkoholiker durch seine Anekdoten, lustigen Geschichten und Lebensweisheiten bei deren Kampf gegen die Sucht.
In den 1970ern komponierte Schoen ein Pianokonzert in vier Stücken mit dem Titel The Journey, , von dem nur eine Aufnahme existiert. Dessen Noten wurden vernichtet, weil Schoen dachte, das Werk würde nie mehr aufgeführt, so dass er die Notenblätter zerriss. Darüber hinaus hatte Schoen im Laufe seines Lebens so viele Arrangements verfasst, dass er es als zu kompliziert ansah, sie aufzubewahren. Er hatte sie weggeworfen oder verloren. Erst in seinen späteren Jahren bemühte er sich, seine Noten und Alben zu sammeln. Er begann, Plattenläden abzusuchen und verschiedene Orte aufzusuchen, um Arrangements und Aufnahmen wiederzubekommen.
1974 steuerte Schoen einige seiner Arrangements für das Broadway-Musical der Sherman Brothers Over Here! bei. Am Eröffnungsabend spielten unter anderem Patty und Maxene Andrews (von den Andrews Sisters) und die Newcomer John Travolta, Treat Williams, Marilu Henner, Samuel E. Wright und Ann Reinking, die später alle Karriere machten. Das Musical feierte am 6. März 1974 im Schubert Theatre Premiere und lief 341 Vorstellungen lang.
Obwohl er sowohl Arrangeur als auch Komponist war, tendierte Schoen in seinen späteren Jahren immer mehr zur Komposition, was er als erfüllender empfand. 1981 zog er aufgrund finanzieller Probleme mit seiner Frau Marion Hutton von Irvine (Kalifornia) nach Kirkland, Washington (einem Vorort von Seattle). Während Schoen dort zu Hause arbeitete, leitete Hutton die Residence XII, eine Abteilung für Drogenentzug am Kirkland Hospital. Sie half mit ihrer eigenen Erfahrung anderen Alkoholikern und Abhängigen.
In Seattle arrangierte und dirigierte er seit 1982 die jährliche Evening of Pops Show. Die Show war als Fundraising für das Drogenrehabilitationscenter Residence XII konzipiert. 1983 arrangierte und dirigierte er The Most Happy Fella für die Seattle Civic Light Opera. Schoen arrangierte auch die Musik für Glenn Miller Remembered, eine Public Broadcasting Service-Production, die in Seattle 1984 auf Video aufgenommen wurde. Darin traten Tex Beneke und Marion Hutton auf. Ein Jahr später wurde ein Fernsehinterview ausgestrahlt, in dem Schoen seine Beziehung zu Glenn Miller erläuterte.
1984 komponierte Schoen „Ballet in Brass II“ für zwei Jazzbands sowie die „Suite For Two Jazz Bands and Concert Piano“. Die Werke wurden im North Seattle Community College erstaufgeführt. 1985 komponierte Schoen anlässlich des 50. Jubiläums der Produktion der B-17 Flying Fortress Musik für eine Boeing Company Special Show. Im selben Jahr arrangierte und dirigierte er Holiday Reunion, ein Benefizkonzert für die Special Olympics. Das Konzert wurde im Seattle Opera House veranstaltet. Patti Page und Schoen kamen 1986 für eine Bühnenshow in Las Vegas wieder zusammen.
Schoen wurde von Nico Snel, dem Dirigenten des Seattle Philharmonic Orchestra und der Port Angeles Symphony beauftragt, zahlreiche Arrangements für seine Pops Concerts zu verfassen. 1987 schrieb er ein Arrangement für die Seattle Philharmonic, in welchem er das berühmte Pianostück Clair de Lune von Claude Debussy mit Jerome Kerns Smoke Gets in Your Eyes verband. Er nannte das Stück Smoky Lune.
Mitte der 1980er Jahre waren Frank Sinatra, Dean Martin und Sammy Davis Jr. auf einer Tournee. Bei der Ankunft in Seattle hörte Sinatra, dass Schoen und Marion Hutton in Seattle lebten und lud sie ein, sie nach dem Konzert im Tourbus zu besuchen. 1988 kamen Schoen und Maxene Andrews wieder zu einem Konzert zusammen. Schoen arrangierte Musik für ihre Bühnenshow, die in den Vereinigten Staaten und im Ausland aufgeführt wurde. 1989 beauftragte Seattle Philharmonic Schoen mit einem Orchesterwerk, um das 100-jährige Jubiläum des Staates Washington zu feiern. Sein Werk Centennial feierte Premiere mit Seattle Philharmonic und dem Pianisten Joel Salsman. Das Stück war in einem rhapsodischen Stil für Piano und Orchester komponiert. Schoen orchestrierte das Werk nochmals neu für die Tacoma Concert Band.
1990 schrieb er Jazz-Arrangements in abendfüllender Länge für die Seattle Philharmonic und ein volles Big Band-Konzert zur gleichen Zeit. In dieser Zeit wurde er angefragt, Musik für eines von George Shearings Konzerten in Los Angeles zu arrangieren und zu dirigieren. Shearing war ein blinder Jazzpianist. Es gab eine Fermate mitten in einem Arrangement, wo Shearing eine kleine Kadenz spielte. Schoen sagte zu Shearing: „Wenn du fertig bist, schaue ich rüber und nicke, dann geht's weiter.“ („After you finish, I’ll look over and nod, then we’ll continue.“) Nach kurzer Überlegung sagte Shearing: „Eigentlich, warum nicke nicht ich.“ („Actually, why don’t I nod.“)
Während der Jahre in Seattle schrieb Schoen Programme und Fundraising-Konzerte für die PBS-Station KCTS-TV, sowie für Seattle Philharmonic, Port Angeles Symphony, Everett Symphony, Tacoma Concert Band, Seattle Men’s Chorus (Christmas TV-Special bei KTZZ), Bellevue Community College, Northwest Winds Quintet, Harry James Band und Shoreline Community College.
Nach dem Tod von Schoens Frau Marion Hutton 1987 heiratete er Sally-Jan Calbeck, eine Künstlerin aus Los Angeles. Sie zog nach Seattle und nach zwei Jahren entschieden die beiden sich, nach Los Angeles zurückzukehren. Sie ließen sich letztendlich in Corona del Mar nieder. Dort beteiligte sich Schoen wieder in der musikalischen Szene von Los Angeles und besuchte auch Treffen der American Society of Music Arrangers and Composers (ASMAC).
Schoen traf den Filmkomponisten John Williams backstage bei einem Konzert in Los Angeles in den 1990er Jahren und Williams bemerkte: „Ich war ein großer Fan deiner Musik, als ich ein Jugendlicher war.“ („I was a big fan of your music when I was a kid.“) 1999 kam Schoen wieder mit seiner engen Fraundin Patti Page zusammen, um eine CD für ein chinesisches Label aufzunehmen. Schoens einziger Protegé ist der Komponist und Arrangeur Kevin Kaska. Obwohl er nur noch selten Konzerte spielte, zog sich Schoen niemals komplett von der Musik zurück. „Seine Musik würde ihm niemals erlauben das zu tun.“ („His music would never leave him alone to do that.“), bemerkte dazu seine vierte Frau, Sally-Jan. Er war stolz auf seine Fähigkeit, in einer breiten Varianz von Stilen zu arbeiten und scherzte, dass er „Bigband schreiben könne, selbst wenn er aus dem Bett fiele“ („write big band falling out of bed“). Schoen starb 2000 an einer Lungenentzündung in Corona del Mar.

## Familie
Schoen war vier Mal verheiratet:
- Yvette Agnes Gowdy (1943–1948), mit der er einen Sohn (* 1944) hatte
- Kay Starr (1953)
- Marion Hutton (1954–87)
- Sally-Jan Calbeck (1994–2000)

In den 1960ern waren Schoens engste persönliche Freunde Pete Rugolo und Milton Berle.

## Diskografie
- Music for a Rainy Night, Decca DL8081
- A Letter to Laura, Decca DL8132
- Great Songs from All Over the World, Kapp K-1097-S
- Brass Laced with Strings, RCA Stereo Action LSA-2344
- Stereophonic Suite for Two Bands (später auch unter dem Titel: Impact! Band Meets Band), Kapp KRL-4504
- A Swingers Holiday, Liberty LST-7018
- Corcovado Trumpets, Mainstream 56036-S/6036
- Girls with Brass, Mainstream MMS 705